# Албули
Албулите (Albula) са род актиноптери от семейство Албулови (Albulidae).
Таксонът е описан за пръв път от Джовани Антонио Скополи през 1777 година.

## Видове
- Albula argentea
- Albula esuncula
- Albula gilberti
- Albula glossodonta
- Albula goreensis
- Albula koreana
- Albula nemoptera – Нишкопера албула
- Albula oligolepis
- Albula virgata
- Albula vulpes – Обикновена албула